# Eurychone
Eurychone é um género botânico pertencente à família das orquídeas (Orchidaceae).

## Lista de espécies
- Eurychone galeandrae (Rchb.f.) Schltr. (1918)
- Eurychone rothschildiana (O'Brien) Schltr. (1918)